# 秦一平
秦 一平（はた いっぺい、1990年2月1日 - ）は、日本の元ラグビー選手。

## プロフィール
- 福岡県出身[1]。
- ポジションはスクラムハーフ(SH)。
- 身長 152cm、体重 53kg
- ニックネームはぺぺ。
- U20日本代表候補に選ばれたことがある[2]。

## 来歴
小学4年生からラグビーを始めた。
2008年、筑紫高校卒業後、明治大学に入る。
2012年、明治大学卒業後、NTTドコモレッドハリケーンズに加入。同年9月1日に行われたジャパンラグビートップリーグ第1節のキヤノンイーグルス戦にて途中出場で公式戦初出場を果たす。
2021年、現役を引退した。